# Седичи Пини-Ла Мацкиоца (Рим)
Седичи Пини-Ла Мацкиоца је насеље у Италији у округу Рим, региону Лацио.
Према процени из 2011. у насељу је живело 738 становника. Насеље се налази на надморској висини од 58 м.